# SIA 9
Il SIA 9 era un ricognitore-bombardiere monomotore biplano prodotto dall'azienda italiana Società Italiana Aviazione negli anni dieci del XX secolo, ed utilizzato dalla Regia Marina durante e dopo il termine della prima guerra mondiale.

## Storia del progetto
La Società Italiana Aviazione cominciò a costruire velivoli per scopi militari nel 1914 con la produzione su licenza del Maurice Farman con motore Fiat A.10 da 100 CV, che fu denominato SIA 5b. Nel 1915 passò a costruire i Savoia-Pomilio SP.2 e i Savoia-Pomilio SP.3 (progetto Savoia - Pomilio).
Nel 1917 iniziò la serie dei SIA 7b con motore Fiat A.12 da 300 CV ed ai primi del 1918 uscì con il SIA 9b. Lo sviluppo del SIA 9b iniziò utilizzando la cellula di un SIA 7b irrobustendola ed equipaggiandola con il ben più potente motore Fiat A.14 capace di erogare una potenza pari a 700 CV (515 kW). Incorporava anche numerosi congegni atti ad aumentare il suo rendimento bellico, come un vano porta bombe contenuto nella fusoliera in due grossi vani circolari.
Benché la potenza disponibile fosse molto più elevata, le modifiche effettuate innalzarono il peso complessivo del velivolo per cui le prestazioni risultanti furono di poco superiori a quelle del predecessore.
La Regia Marina emise un ordine di fornitura per 200 esemplari ricevendone 62 entro la fine della prima guerra mondiale.
Nel 1918 la SIA mutò la denominazione aziendale in Fiat Aviazione ed il SIA 9b, che beneficiò di alcuni sviluppi, continuò ad essere prodotto con il nuovo marchio e la nuova designazione Fiat R.2 rimanendo in servizio fino al 1925.
Nel 1919 dalle officine FIAT uscì il BR con motore FIAT A.14 da 700 CV con il quale furono conquistati vari record dal pilota collaudatore Francesco Brach Papa. Successivamente vennero sviluppati i modelli BR, BR1, BR2 e BR3 che equipaggiarono le squadriglie da bombardamento della Regia Aeronautica.

## Impiego operativo
Il prototipo fu provato intensamente durante la fine del 1917 ed i primi mesi del 1918, in voli dimostrativi alla presenza di tecnici ed autorità militari. 
Il ciclo di prove fu chiuso con una missione di bombardamento sui centri militari di Bolzano e Merano effettuata dal tenente Francesco Brach Papa e dal capitano Felice Porro il 27 febbraio 1918.
La S.I.A. iniziava dunque la produzione in serie, dopo aver introdotto alcune modifiche suggerite dalle prime esperienze di impiego.
Degno di nota fu l'impiego del SIA 9b con la 1ª Squadriglia navale S.A. nata per volontà di Gabriele D'Annunzio e da lui comandata.
La Squadriglia doveva essere la prima unità della Marina Militare ad utilizzare velivoli per il lancio di siluri. 
In origine doveva essere dotata dei nuovi Caproni Ca.5 (Ca.44), modificati per portare tenaglie per siluri, ma la messa in servizio del nuovo bombardiere soffrì di ritardi nella messa a punto dei motori e fu funestata da vari incidenti che portarono in breve alla decisione di sospenderne i voli.
Gabriele D'Annunzio allora chiese ed ottenne l'assegnazione di cinque SIA 9b con cui venne costituita una sezione all'interno della Squadriglia.
Il 17 luglio 1918, quattro SIA 9b della 1ª Squadriglia (matricole 10788, 10794, 10795, 10796) parteciparono al grande bombardamento diurno di Pola, colpendo gli ancoraggi della flotta della marina dell'impero austro-ungarico (k.u.k. Kriegsmarine)
Anche i SIA 9b comunque, anche se non lamentarono le debolezze strutturali dei predecessori SIA 7, avevano un alto tasso di inefficienza dovuto a problemi di surriscaldamento dei motori.
Il 21 agosto quattro SIA 9b parteciparono ad un'ulteriore missione su Pola. Dei tre solo quello di D'Annunzio (MM 10789) riuscì a portare a termine l'azione, conosciuta come la beffa di Pola, mentre gli altri furono costretti al rientro per noie ai motori. L'aereo, pilotato dal sottotenente Alberto Barberis, sganciò sulla roccaforte quattordici bombe, sfuggendo ai caccia decollati per intercettarlo.
Il 19 settembre, il SIA 9b di Barberis (MM 10789) era di nuovo su Pola e venne attaccato da due caccia austriaci, ma il provvidenziale intervento degli idrocaccia Macchi M.5 della Marina evitò il peggio.
Il 22 ottobre i SIA 9b (equipaggio tenente Luigi Garrone e capitano Giacomo Macchi) volarono ancora un'ultima volta su Pola, rivendicando anche l'abbattimento di un caccia Phönix D.I della k.u.k. Seeflieger, i reparti aerei della k.u.k. Kriegsmarine.
In quel periodo il numero di SIA 9b in dotazione alla Squadriglia era di 20 unità.
Nei giorni successivi, inquadrati nella Massa da Bombardamento, i SIA 9b parteciparono alla grande offensiva di Vittorio Veneto.
La 161ª Squadriglia nasce sui SIA 9b il 15 novembre 1918.

## Versioni
SIA 9

SIA 9B
prodotto in 62 esemplari.

## Utilizzatori
Italia
- Regia Marina